# Geraardsbergse handschrift
Het Geraardsbergse handschrift is een middeleeuws handschrift, vermoedelijk geschreven tussen 1460 en 1470 door Pieteren den Brant.
Het handschrift bevat in totaal 89 teksten, die weinig tot niets met elkaar te maken lijken te hebben. De verzameling bevat onder andere raadsels, vrome spreuken, spotteksten, moralistisch en catechetisch materiaal, historiografische teksten, waaronder het bekende 'Van den IX besten', een routebeschrijving van Parijs naar Rome, het verslag van een pelgrimsreis, kalenders, teksten voor de biecht en voor stervensbegeleiding, en artes-teksten. Behalve het Middelnederlands worden ook Latijn en Frans gebruikt. Het is na het Gruuthuse-handschrift een van de belangrijkste handschriften uit de late middeleeuwen in ons taalgebied.
Het Geraardsbergse handschrift wordt bewaard in de Koninklijke Bibliotheek van België in Brussel (Hs. Brussel, Koninklijke Bibliotheek van België, 837-845, f.103r-183v).